# Marlierea racemosa
Marlierea racemosa är en myrtenväxtart som först beskrevs av Vell., och fick sitt nu gällande namn av Hjalmar Frederik Christian Kiaerskov. Marlierea racemosa ingår i släktet Marlierea och familjen myrtenväxter. Inga underarter finns listade i Catalogue of Life.